# Luis del Castillo Estévez

Escudo de Alfarnate. Lugar de Origen de Luis del Castillo.

Luis del Castillo Estévez (Málaga, 15 de junio de 1774 - Málaga, 10 de agosto de 1835) fue un diplomático español que desarrolló su trabajo principalmente a finales del siglo XVIII y la primera mitad del siglo XIX. Durante su carrera diplomática desarrolló numerosos trabajos como representante de España en el extranjero. Entre ellos destacan su puesto de ayudante de Miguel de Gálvez tanto en Prusia como en Rusia, y tras el fallecimiento de su valedor, destacaron igualmente sus trabajos en Odesa y Constantinopla.

## Primeros años
Nació en Málaga en el año 1774. Es hijo de Manuel del Castillo y Redondo y Nicolasa Estévez y Tapia, ambos naturales de Alfarnate (Málaga). Desde su niñez tendrá gran capacidad con los idiomas, llegando a hablar tanto francés como alemán y ruso. Esta cualidad le permitirá salir con apenas doce años al extranjero como ayudante del también malagueño Miguel de Gálvez. En este primer periodo desempeña en algunas ocasiones la secretaría de Gálvez tanto durante su etapa en Prusia como posteriormente también durante su periodo ministerial en Rusia. Sus labores junto a Miguel de Gálvez en el primero de estos destinos, Prusia, se caracterizaron por diseñar varios planes para desarrollar el comercio de España, y especialmente el de la zona de Málaga con el norte de Europa.
Tras Berlín, Miguel de Gálvez fue destinado a la corte rusa y allí lo acompañó también Luis del Castillo. En el momento de la llegada de ambos el reinado de Catalina II pasaba por un delicado momento por los nuevos enfrentamientos que habían comenzado entre los Imperios ruso y otomano y también por la entrada de Suecia en Finlandia. Por todo ello, y siguiendo así el plan de Floridablanca, al grupo diplomático español compuesto por Miguel de Gálvez y Luis del Castillo se le encargó proponer formalmente la mediación de España en los diferentes conflictos que atravesaba Rusia. Sus vivencias durante esta etapa en Rusia le permitirán escribir su primera obra importante titulada Compendio cronológico de la historia y del estado actual del Imperio Ruso. Su etapa en la corte rusa finalizará en 1792. En el viaje de regreso que realizan ambos a España, el 14 de julio de 1792 fallecerá en Gotha Miguel de Gálvez.

## Carrera diplomática en solitario
Luis del Castillo regresa finalmente a España una vez finaliza su misión de entregar la correspondencia de oficio ya descifrada de su valedor al ministro del rey en Dresde. Tras varios años asentado en el país le encargan diferentes trabajos como cónsul en la isla de Madeira o vicecónsul en Túnez, pero por diferentes motivos en ninguno de los dos estuvo durante un periodo de tiempo importante, llegando incluso a no poder ir a Madeira a causa de la guerra. Finalmente, el 11 de julio de 1803 será nombrado cónsul en el nuevo puesto creado en Odesa donde ya sí se asentará durante veinte años como representante español en el territorio.
Su estancia en Odesa coincidió con el comienzo de la Guerra de Independencia en España. Al inicio jura su fidelidad a José I, pero pronto se arrepiente y se adhiere a la Junta. Tras ello regresa a Odesa y continua allí su trabajo. Debido a sus múltiples cargos sirviendo a la corona es nombrado Caballero de la Real Orden de Carlos III el 28 de septiembre de 1822. Dos años más tarde regresa a su ciudad natal. No se quedará allí mucho tiempo al ser nombrado encargado de negocios en Constantinopla en mayo de 1825. Durante su estancia en Constantinopla ocurrieron algunos hechos convulsos en el propio territorio como fueron las persecuciones de los armenios católicos junto con su posterior destierro de Constantinopla. Esta situación tan tensa llevó al propio Luis del Castillo, entonces ocupando el puesto de Encargado de Negocios, a solicitar al monarca la facultad y los medios necesarios para que pudieran salir tanto él como toda la legación española si llegado el momento lo consideraban totalmente indispensable. Este periodo como Encargado de Negocios en Constantinopla destacará también por otros hechos muy importantes para la diplomacia española del momento como fue la firma del convenio de libre navegación realizada por el propio Luis del Castillo y la situación bélica que había en el propio país entre griegos y turcos. En el periodo en el que Luis del Castillo estaba destinado en Constantinopla abundaban las dudas en el gobierno español respecto a reconocer o no al nuevo estado griego. Los encargados allí destinados como el propio Luis del Castillo enviaban a menudo informes informando de las matanzas realizadas por Turquía, enviando en su caso Luis del Castillo informes sobre las matanzas en la Islas de Chíos entre 1827 y 1828.
Por otra parte, es importante destacar que durante este periodo escribirá su segunda gran obra importante que recibe el título Observaciones sobre el comercio del Mar Negro, con especificación del que los españoles pueden hacer allí ventajosamente. Esta obra será publicada en 1828. Durante su estancia en Constantinopla llega además a ascender a ministro residente, pero tan solo un año después del nombramiento decide volver a España de nuevo en junio de 1829. 

## Regreso a España
Tras volver de Constantinopla se asentará definitivamente en el país. Su bagaje internacional junto con los importantes puestos que fue ocupando le permitieron ser designado como Notario de los reinos y como Oficial mayor de más antigüedad de la primera Secretaría de Estado.
Su periodo como Oficial mayor transcurrió desde el 20 de diciembre de 1829 hasta el 27 de marzo de 1831 y durante esta etapa presenció algunos hechos destacados como fue el acto de cierre del féretro en el que se encontraban los restos mortales del Infante Eduardo Felipe María, hijo de don Francisco de Paula de Borbón, Infante de España y doña Luisa Carlota de Borbón, princesa de las Dos Sicilias. En este acto participó además como Notario del Estado dando fe de los actos que se llevaban a cabo, destacando la entrega de los restos del Infante al padre prior para que fueran depositados en el panteón del Real Monasterio de San Lorenzo de El Escorial. Tras el periodo como Oficial Mayor es nombrado secretario del Consejo de Estado, puesto clave dentro de la política española del momento. A pesar de ello, este cargo será el último que ocupará Luis del Castillo durante su carrera política al ser desterrado a Málaga el 2 de octubre de 1832 tras haber estado implicado en algunas de las intrigas que se produjeron durante el reinado de Fernando VII.

## Destierro y fallecimiento
Su participación en las mencionadas intrigas contra Fernando VII acaban suponiéndole su destierro a Málaga en 1832. Allí estará alrededor de tres años en los que no ocupará ningún cargo importante. Su fallecimiento se producirá en esta ciudad el 10 de agosto de 1835.

## Distinciones
- Caballero de la Real Orden de Carlos III (1822)